# Flygtningekirkegården i Grove
Flygtningekirkegården i Grove eller Deutsche Kriegsgräberstätte Grove ligger lige nord for Grove Kirke i Grove Sogn vest for Flyvestation Karup ved Karup. Der er begravet 1.119 flygtninge og 175 soldater.
Efter 2. verdenskrigs ophør var der 238.000 tyske flygtninge i Danmark, og med tiden blev ca. 20.000 flygtninge placeret i flygtningelejrene i Gedhus og Grove. De to lejre blev nedlagt i 1947. Sporene efter lejrene findes ikke mere; kun gravpladserne vidner om, at de to flygtningelejre har været der.
Gravstederne er markeret af stenkors. For hvert kors er der fire begravede personer. Gravpladsen er beplantet med lyng fra Lüneburger Heide for at symbolisere, hvor de gravsatte kommer fra. Gravpladsen vedligeholdes af Volksbund Deutsche Kriegsgräberfürsorge.
Mange af de gravsatte er spædbørn og ældre, hvilket vidner om de elendige sundhedsmæssige og sociale forhold i de tætpakkede flygtningelejre. Ved Gedhus er der en tilsvarende flygtningegravplads med 1.333 gravsatte flygtninge og soldater.
Gravstederne er markeret af stenkors. For hvert kors er der fire begravede personer. Gravstederne er stemningsfuldt beplantet med lyng fra Lüneburger Heide. Mange af de gravsatte var spædbørn og ældre, hvilket vidner om de elendige sundhedsmæssige og sociale forhold i de tætpakkede flygtningelejre. Flygtningegravene står i dag under beskyttelse af "Volksbund Deutsche Kriegsgräberfürsorge", der betaler alt vedligehold og pasning af pladserne.
De største lejre i Danmark var Flygtningelejren i Oksbøl, Flygtningelejren Rye Flyveplads og Flygtningelejren på Kløvermarken.